# Torre de Can Montserrat
Torre de Can Montserrat, altrament conegut com a torre d'Atzaró, és una fortifació situada en el municipi de Santa Eulària des Riu (Eivissa) i està protegida com a Bé d'Interés Nacional. En línies generals la conservació de la torre de can Montserrat és molt bona.
És just a 1200 metres a ponent de la torre de Can Rieró, entre les quals hi ha una visió directa, veient-se també les torres de Balàfia i la torre de can Pere Mosson, que es troben a ponent de la de can Montserrat i la de can Rieró.
S'hi arriba per diversos camins que enllacen amb la carretera que uneix la de Sant Joan de Labritja amb Sant Carles de Peralta, de la qual queda al sud, a 1100 m en línia recta.

## Descripció
Aquest element defensiu està compost per un cos perfectament cilíndric i, a la base, un sòcol cònic de relativa alçària. Conserva completes les dues plantes i el parapet, aquest darrer un poc rebaixat.
Com la immensa majoria de les torres eivissenques, té una sola porta d'accés, a la planta baixa, que mira cap al nord-nord-est. Aquesta porta coberta amb un arc rebaixat comporta quatre esglaons i aboca un passadís, que travessa el gruixut mur i s'inclina cap a l'esquerra i amb un perfil una mica corbat. Davant hi havia un petit mur que augmentava la protecció, complicant el pas dels eventuals atacants, actualment eliminat de manera parcial.
El dit passadís condueix a la cambra baixa, que és llisa i cilíndrica i coberta per una volta de maçoneria apuntada, feta pel sistema d'apropament de filades.
Una trapa, situada típicament a l'esquerra de passadís d'accés, perforada a la volta condueix a la planta alta. Aquesta sembla llisa i amb un diàmetre un poc superior al de la planta baixa en ser en aquest sector el mur perimetral un poc més prim. Està coberta amb una volta idèntica a l'anteriorment descrita on, una altra trapa permet l'accés vertical a la plataforma superior, que està envoltada per un parament de poca alçària.
La torre està construïda amb murs d'entorn d'1,80 m a la planta baixa, decreixent el gruix en alçària per l'interior, amb doble parament de maçoneria reblit interior. El parament extern, que és perfectament visible en haver desaparegut la major part del referit de terra i calç que tenia originalment, té una gran bellesa, ja que està molt ben conservat i hom pot apreciar de dalt a baix, perfectament la seua tècnica en espina de peix (l'opus spicatum dels romans) les filades del qual estan alternades per línies horitzontals de petita pedra plana.
El sòcol presenta una tècnica diferent amb la inclusió de grans pedres.

## Història
La torre de can Montserrat és també coneguda com a torre d'Atzaró. La primera menció històrica d'aquesta torre es troba als Llibres d'Entreveniments i data de 1767. No es tenen altres notícies literàries entorn d'aquesta torre, que probablement fos construïda a la darreria del segle xvi o ja en el segle xvii.